# Dorfkirche Knippelsdorf

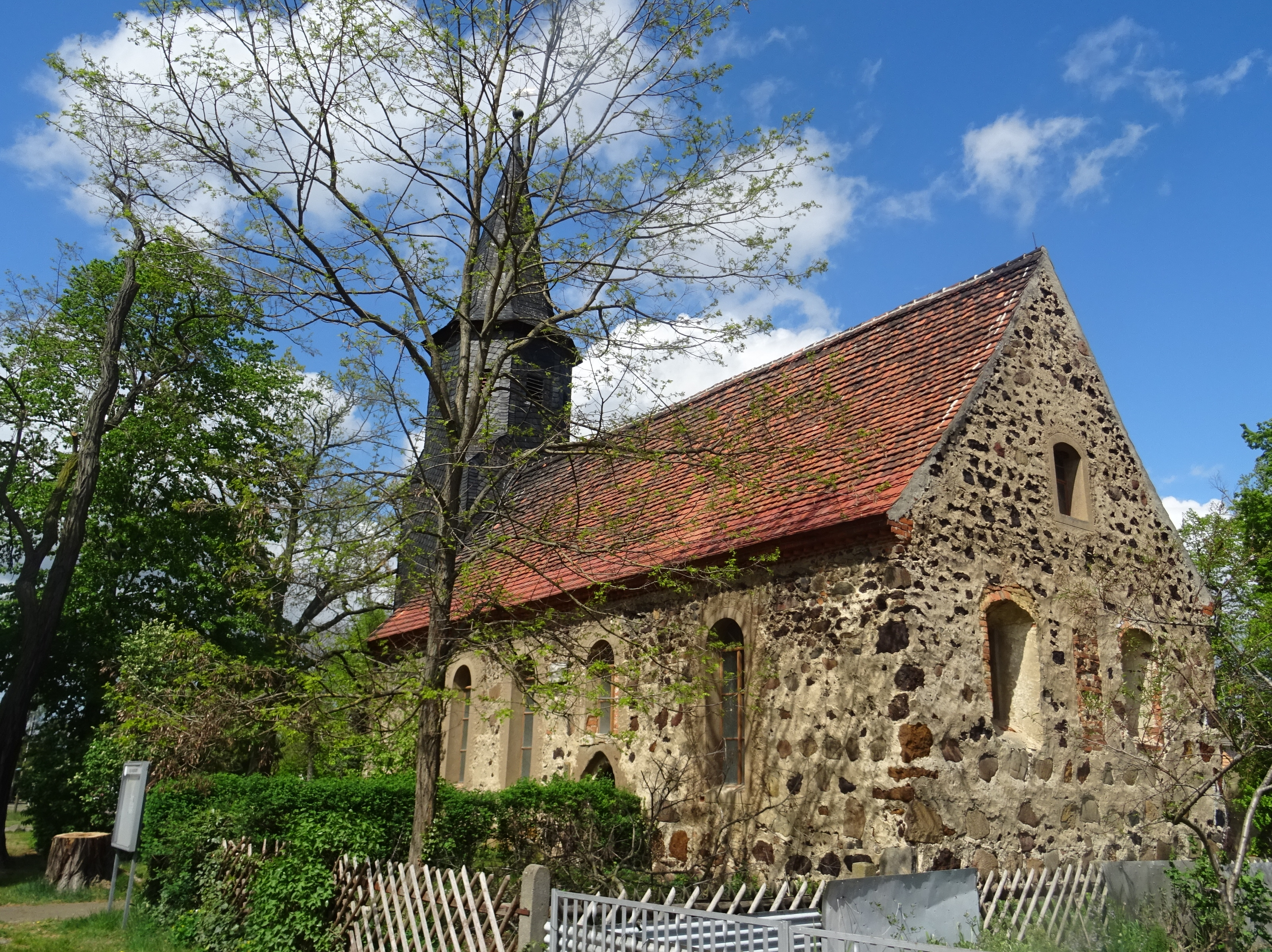
Kirche von Südosten

Die evangelische Dorfkirche Knippelsdorf ist ein denkmalgeschütztes Kirchengebäude in Knippelsdorf, einem Ortsteil der amtsfreien Kleinstadt Schönewalde im südbrandenburgischen Landkreis Elbe-Elster.

## Baubeschreibung und -geschichte

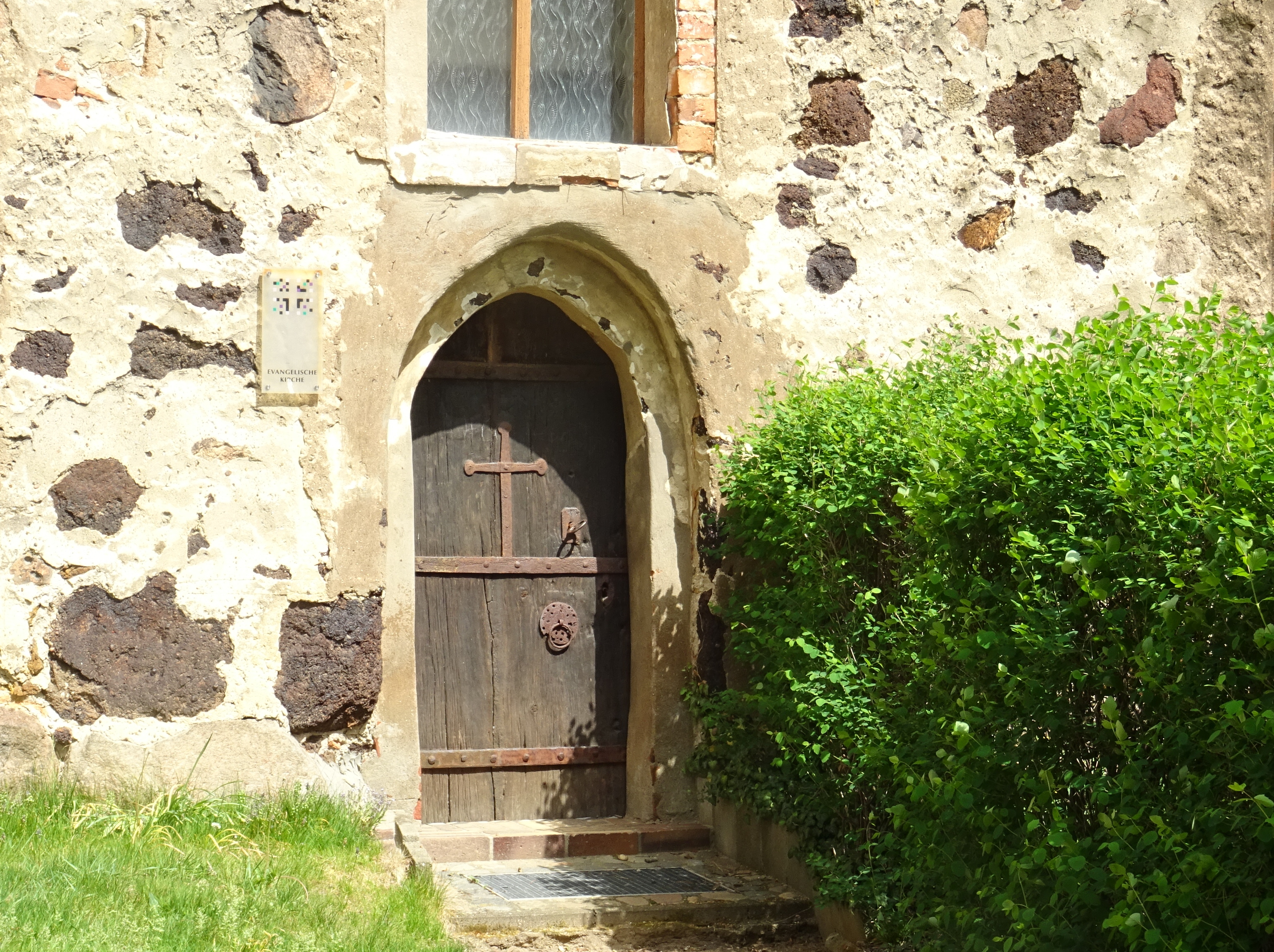
Eingangsportal auf der Südseite

Knippelsdorf wurde erstmals im Jahr 1346 als Knoppelsdorf urkundlich erwähnt und gehörte zu einem Rittergut, dessen Besitzer auch das Kirchenpatronat besaß. Bei der Knippelsdorfer Dorfkirche handelt es sich um einen rechteckigen Feld- und Raseneisensteinbau aus der zweiten Hälfte des 13. Jahrhunderts. Der Saalbau besitzt in der Ostwand eine Dreifenstergruppe. An der Südseite ist außerdem ein gotisches, spitzbogiges Stufenportal mit Raseneisensteineinfassung zu finden. Der sich im Westen des Kirchenschiffs anschließende quadratische Westturm stammt aus dem Jahre 1846. Dieser besteht aus im Sockelgeschoss aus Backstein, während die oberen Geschosse aus Fachwerk entstanden. Das verschieferte Oberteil schließt mit einem oktogonalen Knickhelm ab.
Das Bauwerk befindet sich inmitten eines ehemaligen Friedhofs, der auf dem ovalen Dorfanger des Dorfes zu finden ist. Umfangreiche Umbauarbeiten erfuhr das Bauwerk im 18. Jahrhundert und im Jahre 1846. Letztere prägen die Kirche bis in die Gegenwart. Nach einem Bevölkerungsanstieg ließ die Kirchengemeinde eine große und hufeisenförmige Empore einbauen.

## Ausstattung
Das Innere der Kirche ist von einer flachen Holzdecke und einer vorschwingenden Hufeisenempore mit kassettierter Brüstung geprägt. Der sich hier befindliche oktogonale, barocke Kanzelaltar entstand im Zuge von umfangreichen Umbauarbeiten im Jahre 1846, wobei Teile eines Altarretabels verwendet wurden, die aus der zweiten Hälfte des 17. Jahrhunderts stammen. Damit sollte sichergestellt werden, dass der Pfarrer auch von den Emporen aus gesehen werden kann. In der Predella des Altars mit zweigeschossigem Aufbau ist ein Abendmahlsgemälde zu finden. Weiters befinden sich in den Flügeln zwei Schnitzfiguren aus der Mitte des 15. Jahrhunderts, die die Heilige Barbara und die Heilige Katharina darstellen.
Erwähnenswerte sakrale Ausstattungsstücke der Kirche sind eine zinnerne Abendmahlskanne mit der Inschrift Der Kirche zu Knippelsdorf gehörig 1859 sowie eine Taufschale aus Messing mit den Initialen AMUR MT 1697.

### Orgel
Die Orgel stammt aus dem Jahr 1873 und wurde vom Merseburger Orgelbaumeister Friedrich Gerhardt (1828–1922) geschaffen. Sie besitzt eine mechanische Schleiflade, ein Manual und sieben Register.
| I Manual C–f3 |    |
| Principal     | 8′ |
| Gamba         | 8′ |
| Hohlflöte     | 8′ |
| Octave        | 4′ |
| Octave        | 2′ |
| Mixtur II     |    |

| Pedal C–d1 |     |
| Subbass    | 16′ |

### Grabmäler und Gedenken

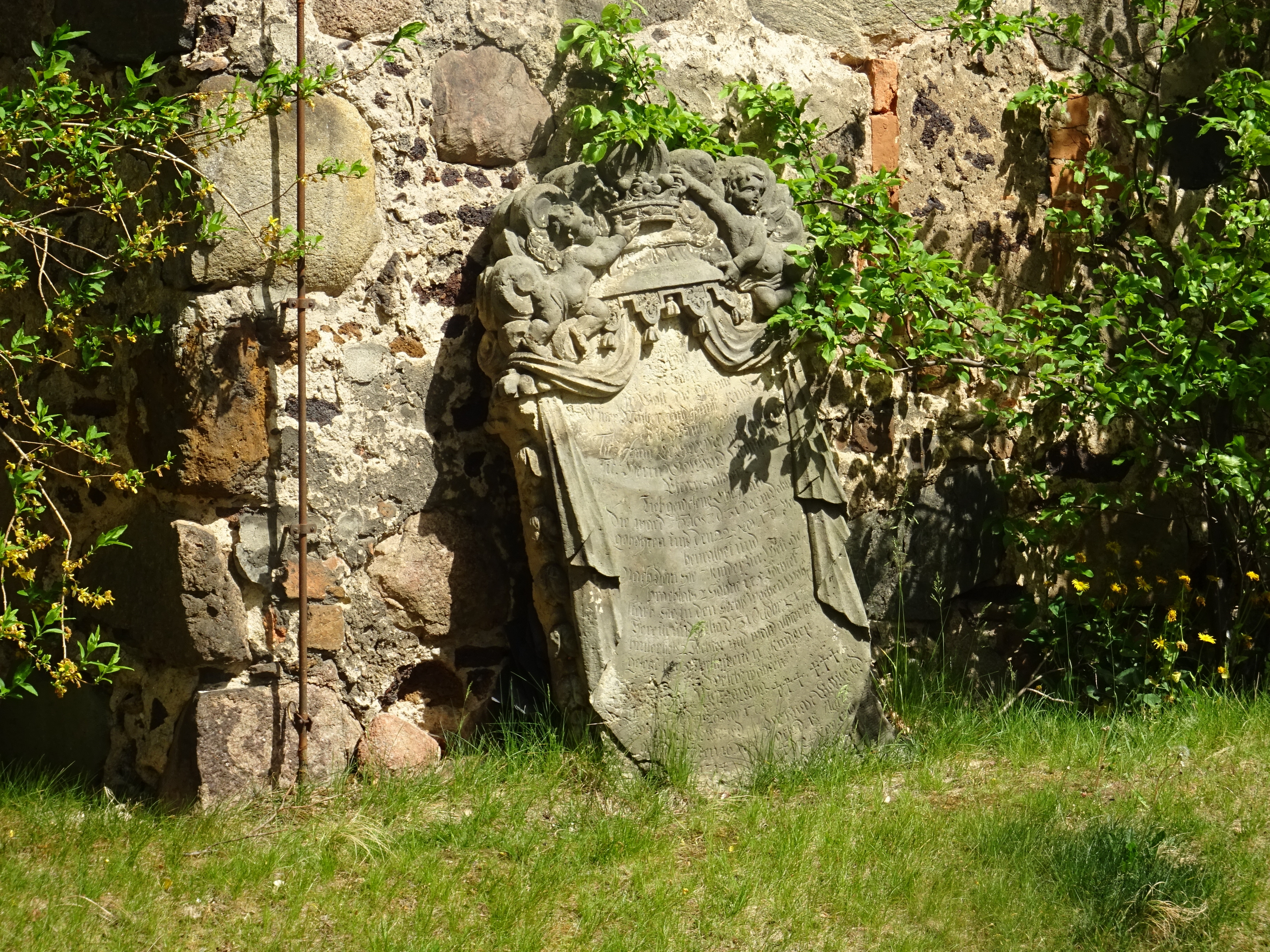
Grabstein an der Südwand

An der Südwand der Kirche ist ein mit Putten versehener Inschriften-Grabstein aus dem Jahre 1716 zu finden. Weiters befindet sich an der Nordempore der Kirche eine Erinnerungstafel aus Eisenguss für den 1871 gefallenen Rittergutsbesitzer A. Mutrack.

## Geläute
Die Kirche besitzt zwei unter Denkmalschutz stehende Glocken. Eine bronzene Glocke stammt aus dem Jahre 1590. Diese stammt vom Glockengießer Meister Heine aus Westfalen. Es ist unklar, wann diese in Westfalen entstandene Glocke in den erst 1850 preußisch gewordenen Ort gekommen ist. Sie darf im Jahr 2024 aus Sicherheitsgründen nicht mehr geläutet werden, da die Henkelkrone zu einem noch nicht bekannten Zeitpunkt von der Glocke getrennt wurde und im Jahr 2024 ein Holzklotz direkt auf die Glocke geschraubt wurde. Geplant ist, eine Krone nachzugießen und diese mittels Schutzgasschweißen mit der historischen Glocke zu verbinden. Eine eiserne Glocke wurde 1925 in der Apoldaer Glockengießerei Schilling und Lattermann geschaffen und läutet am Abend und zum Gottesdienst. Die Kirchengemeinde hat es sich zum Ziel gesetzt, das vollständige Geläut wieder zum Erklingen zu bringen.

## Pfarrbereich Knippelsdorf
Knippelsdorf befindet sich im Kirchenkreis Bad Liebenwerda. Zum Pfarrbereich Knippelsdorf gehören auch die Orte Mehlsdorf, Werchau, Wiepersdorf, Wildenau, Schöna, Kolpien, Lebusa und Körba.

## Weiterführende Literatur
- Georg Dehio: Handbuch der Deutschen Kunstdenkmäler – Brandenburg. 2. Auflage. 2012, ISBN 978-3-422-03123-4, S. 1079.
- Sybille Gramlich, Irmelin Küttner: Landkreis Elbe-Elster Teil 1: Die Stadt Herzberg/Elster und die Ämter Falkenberg/Uebigau, Herzberg, Schlieben und Schönewalde. ISBN 978-3-88462-152-3, S. 321–324.
- Kulturamt des Landkreises Elbe-Elster, Kreismuseum Bad Liebenwerda, Sparkasse Elbe-Elster (Hrsg.): Orgellandschaft Elbe-Elster. Herzberg/Elster 2005, S. 38/39.